# Bisbe sedós
El bisbe sedós (Euplectes capensis) és un ocell de la família dels ploceids (Ploceidae).

## Hàbitat i distribució
Habita praderies amb arbres dispersos, arbusts i zones pantanoses, a les muntanyes del sud-est de Nigèria i Camerun. illes del golf de Guinea, les muntanyes d'Etiòpia, terres baixes i muntanyes des d'Angola, sud i est de la República Democràtica del Congo, Sudan del Sud, Uganda, Ruanda, Burundi i Kenya, cap al sud, a través de Tanzània, Malawi, Zàmbia, nord-est de Botswana, Zimbabwe i Moçambic fins l'est i sud de Sud-àfrica.